# Антонов-Саратовский, Владимир Павлович
Владимир Павлович Антонов-Саратовский, настоящая фамилия — Антонов (Саратов, 19 [31] июля 1884, Москва — 3 августа 1965) — революционер, советский юрист и государственный деятель.

## Биография

### Революционер
Родился в семье судебного пристава Саратовского окружного суда, окончил 1-ю мужскую гимназию, к 1911 году окончил юридический и историко-филологический факультеты Московского университета (учился с перерывами из-за участия в революционной деятельности), член РСДРП(б) с 1902 года. Участник Декабрьского вооружённого восстания 1905 года в Москве, являлся членом Саратовского комитета РСДРП(б).
19 [31] мая 1908 года Антонов был арестован в Москве при попытке обратиться с речью к рабочим мастерской Московско-Курско-Нижегородской железной дороги, при обыске на квартире у него изъяли социал-демократическую и профсоюзную литературу, а также некоторые финансовые документы РСДРП(б). 11 [23] января 1910 года приговором Московской судебной палаты Антонов был заключён в крепость на четыре месяца с зачётом трёх месяцев предварительного заключения, отбывал ссылку (в сведениях Третьего уголовного отделения Первого департамента Министерства юстиции Российской империи за 23 февраля [7 марта] 1910 года о лицах, осуждённых за государственные преступления, Антонов значился как потомственный дворянин). Также В. П. Антонов являлся организатором и редактором «Нашей газеты». После Февральской революции 1917 года вошёл в Саратовский комитет РСДРП(б), стал председателем Саратовского совета, был избран в состав Учредительного собрания по Саратовскому округу от РСДРП(б).

### Юрист и государственный деятель
С началом Октябрьской революции участвовал в установлении Советской власти в Саратове, руководил отрядами Красной гвардии. В 1918 председатель Совнаркома самопровозглашенной Саратовской Федеративной Республики. В 1919 году — председатель исполкома Курского губернского совета, член коллегии НКВД РСФСР, член Революционного трибунала 13-й армии Южного фронта и организатор революционных комитетов по Южному фронту. Участник операций против частей Оренбургского казачьего войска под командованием А. И. Дутова.
С января 1920 года — председатель Донбасского губернского ревкома, в 1920—1921 годах — нарком внутренних дел Украины, уполномоченный по борьбе с отрядами Махно, в 1920—1921 годах — член РВС 4-й армии.
В 1921—1923 годах — ректор Коммунистического университета им. Я. М. Свердлова. В 1923—1926 годах — председатель Комиссии законодательных предположений при СНК СССР (постановлением СНК СССР от 26 июня 1926 года эта комиссия объединена с Административно-финансовой комиссией в Подготовительную комиссию, которую возглавил Г. М. Леплевский, а Антонов-Саратовский стал его заместителем); в 1923—1938 годах В. П. Антонов-Саратовский — член Верховного Суда СССР. В 1924 году привлекался к участию в Комиссии Президиума ЦИК СССР по выработке основных законов, а также участвовал в выработке основ судоустройства и судопроизводства СССР и союзных республик; в 1925 году включён в состав Комиссии Президиума ЦИК СССР по рассмотрению проекта Кодекса основных законов о труде; в 1927 году включён в состав Комиссии СНК СССР для разработки закона «Основные начала землепользования и землеустройства», в 1929 году назначен заместителем председателя Комиссии по пересмотру основных начал уголовного законодательства, в 1930 году назначен в состав Комиссии СНК СССР для разработки проекта положения об основах организации районных органов власти, в 1931—1934 годах В. П. Антонов-Саратовский являлся арбитром при СНК СССР. В 1939—1952 годах работал в Наркомате-Министерстве юстиции РСФСР. Делегат VIII и IX съездов РКП(б), XXII съезда КПСС, член Президиума ВЦИК, делегат III. и IV съездов советов. С 1941 года — персональный пенсионер СССР.
Член суда на Шахтинском процессе и в деле Союзного бюро меньшевиков, а также по делу Промпартии («Союз инженерных организаций»).
В. П. Антонов-Саратовский являлся автором ряда статей и брошюр по вопросам юриспруденции, некоторые из них переведены на иностранные языки (в частности, его статья 1931 года о процессе меньшевиков). Автор мемуаров «Под стягом пролетарской борьбы» (1925) и «Красный год» (1927).
Указом Президиума Верховного Совета СССР от 20 декабря 1955 года награждён орденом Ленина (вручение состоялось 31 декабря 1955 года в Кремле).
Умер в Москве 3 августа 1965 года.
Похоронен на саратовском Воскресенском кладбище рядом с могилой Н. Г. Чернышевского.

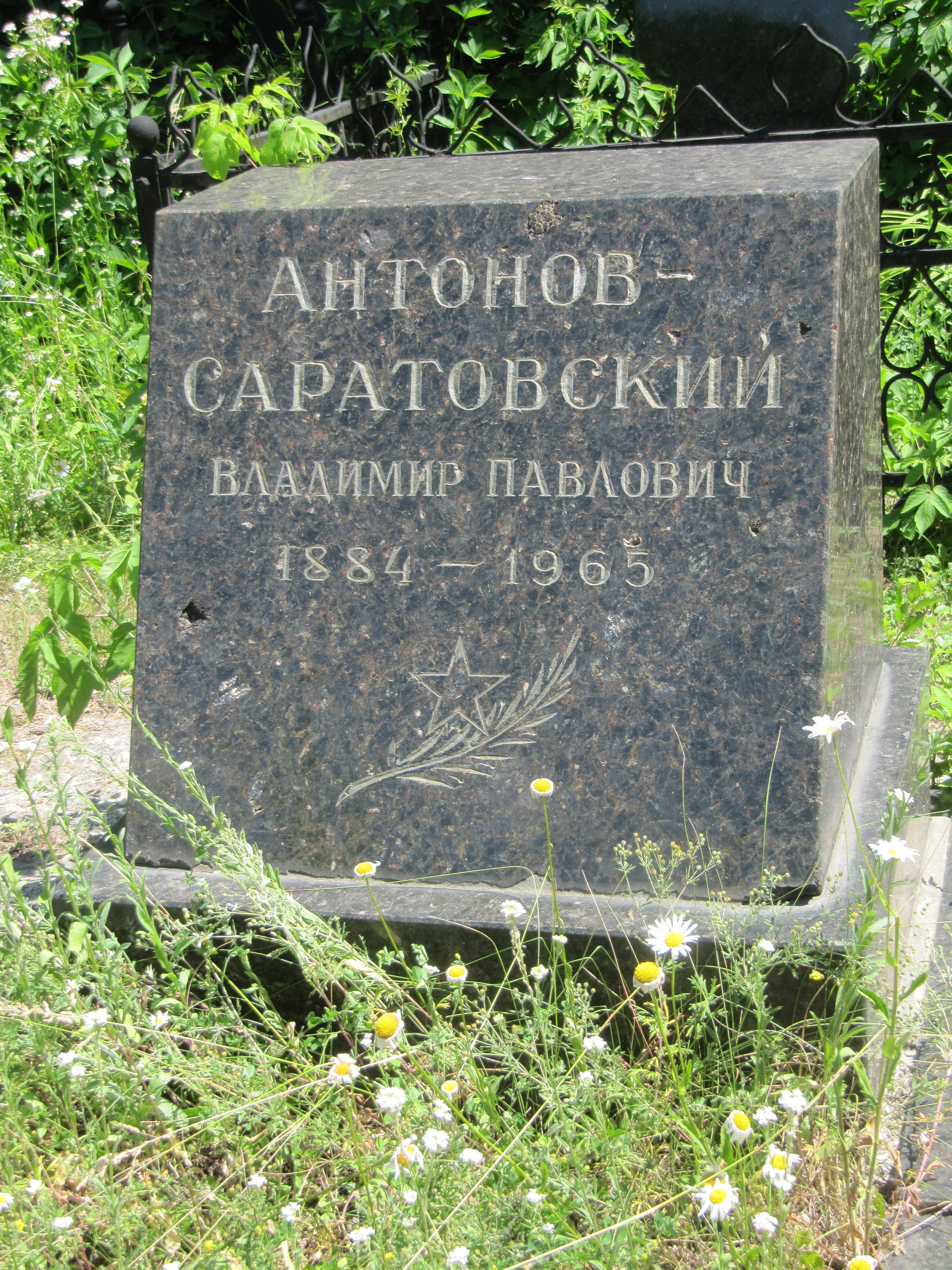
Памятник на Воскресенском кладбище

## Увековечение памяти
В 1965 году улица Соколовая в г. Саратов была переименована в улицу Антонова-Саратовского, ныне ей возвращено прежнее наименование.

## Упоминания в литературе
Жизни В. П. Антонова-Саратовского посвящена повесть С. В. Каткова «Воля», предназначенная для детского и юношеского возраста (Саратов, Приволжское книжное издательство, 1988).

## Архивные источники
Документы, отражающие деятельность В. П. Антонова-Саратовского, а также воспоминания, фотографии, личные документы и письма в 1965 году были сданы комиссией по организации его похорон в ЦГАОР СССР, ныне — Государственный архив Российской Федерации (фонд Р-7474, 1 опись, 190 дел за 1906—1964 годы). Здесь же хранятся документы Комиссии законодательных предположений СНК СССР (фонд Р-6071), НКВД РСФСР (фонд Р-393) и Наркомата (Министерства) юстиции РСФСР (фонд А-353), Верховного Суда СССР (фонд Р-9474).